# Partito Liberale Unionista
Il Partito Liberale Unionista (in inglese Liberal Unionist Party) è stato un partito politico britannico esistito dal 1886 al 1912.

## Storia
Il Partito Liberale Unionista si formò nel 1886 da una scissione dal gruppo guidato da Spencer Cavendish, VIII duca di Devonshire e Joseph Chamberlain, contrari all'autonomia irlandese (la cosiddetta home rule), proposta - dal governo liberale guidato da William Ewart Gladstone.
La scissione provocò la caduta del governo e le elezioni anticipate del 1886, in cui il Partito Liberale Unionista ottenne il 14% e 77 seggi alla Camera dei comuni ed entrò a far parte del Governo Salisbury II insieme al Partito Conservatore.
Dopo una pausa nel periodo 1892-1895, con i governi di minoranza liberali, l'alleanza tra i Conservatori e i Liberali Unionisti tornò al governo dopo le elezioni del 1895 con il Governo Salisbury III e il Governo Balfour.
La collaborazione con i tories a partire dal 1906 si fece sempre più stretta, fino alla formale fusione avvenuta nel maggio 1912, quando i Liberali Unionisti entrarono ufficialmente nel Partito Conservatore, che mutò il suo nome in "Partito Conservatore e Unionista".